# Paintings in Yellow
Paintings in Yellow este cel de-al patrulea album al cântăreței germane Sandra, și a fost lansat în anul 1990.

## Lista melodiilor
1. "Hiroshima" (David Morgan) — 6:52
2. "(Life May Be) A Big Insanity" (Cretu - Cretu/Hirschburger) — 4:30
3. "Johnny Wanna Live" (Cretu/Peterson - Cretu/Hirschburger) — 4:29
4. "Lovelight in Your Eyes" (Cretu - Cretu/Hirschburger) — 5:29
5. "One More Night" (Cretu/Peterson - Cretu/Hirschburger) — 4:06
6. "The Skin I'm In" (Cretu/Peterson - Cretu/Hirschburger) — 3:40
7. "Paintings in Yellow" (Cretu - Cretu/Hirschburger) — 5:52
8. "The Journey" (Cretu/Peterson - Cretu/Hirschburger) — 7:29
A. "Cold Out Here"
B. "I'm Alive"
C. "Paintings"
D. "Come Alive"
E. "The End"
9. "Hiroshima (Extended Club Mix)" (David Morgan) — 6:43